# Nhạc cổ truyền Việt Nam
Nhạc cổ truyền Việt Nam là âm nhạc của các dân tộc Việt Nam, trước khi âm nhạc Tây phương du nhập và gây ảnh hưởng vào đầu thế kỷ 20 tạo ra dòng nhạc mới - tân nhạc. Từ ngữ "nhạc cổ truyền" hay "cổ nhạc" được dùng đối chiếu với tân nhạc.

## Thể loại
Nhạc cổ truyền Việt Nam bao gồm nhiều thể loại, trong đó có dân ca gồm các bộ môn quan họ, hò, lý,...
Ở trong triều thì có nhạc cung đình gồm nhã nhạc và đại nhạc chủ yếu dùng trong các lễ nghi.
Trong dân chúng thì nhạc lễ có hát chầu văn cùng các loại nhạc dùng cử hành các nghi lễ của Phật giáo và Cao Đài.
Các môn nghệ thuật trình diễn như hát xẩm, chèo, tuồng và múa rối nước cũng thuộc truyền thống cổ nhạc Việt Nam.
Ngoài ra nhạc tài tử, ca trù và ngâm thơ là dạng nhạc thính phòng của ngành nhạc cổ truyền.